# Майский (Хабаровский край)
Ма́йский — рабочий посёлок в Советско-Гаванском районе Хабаровского края России.
Образует городское поселение Рабочий посёлок Майский как единственный населённый пункт в его составе.

## География
Посёлок расположен в восточной части края, в 3,5 км (напрямую через бухту) от пригородов г. Советской Гавани, на берегу бухты Западной залива Советская Гавань. В километре от посёлка имеется железнодорожная станция Десна (Код станции ЕСР 968302) — пассажирского и пригородного сообщения нет. Через посёлок проходит автодорога местного значения 08А-4 Советская Гавань — Ванино.

## История
Название посёлка произошло от реки Май (Маа), в километре к северу от посёлка впадающей в бухту Западную, на берегу которой расположено градообразующее предприятие — Майская ГРЭС и чуть далее — непосредственно посёлок.
Основание посёлку дало строительство электростанции ДЭСНА (теперь Майская ГРЭС) для обеспечения электроэнергией промышленных предприятий и объектов военно-морского флота в регионе. Строительство станции началось в 1935 году силами строительного батальона, прибывшего пароходом из Владивостока. Уже в ноябре 1938 года запустили первый турбогенератор и два котла. После пуска станции началось строительство жилого поселка. Были построены детский сад и ясли на 50 мест, столовая и клуб. Строительство электростанции продолжалось до 1941 года, с началом войны было приостановлено. 1952 г. развернулись работы по строительству второй очереди, и в дальнейшем мощность электростанции постоянно наращивалась вплоть до 1989 года. Тем не менее, мощностей станции всегда хронически не хватало и в начале 90-х годов была протянута ЛЭП-220 KB Комсомольск-на-Амуре — Селихино — Ванино, и станция была включена в единую энергосистему.
К началу 21-го века агрегаты станции выработали все свои ресурсы и было принято решение о строительстве в пригороде Советской Гавани современной ТЭЦ мощностью 120 МВт. Генеральный подрядчик — ОАО «ГлобалЭлектроСервис» (г. Москва). Генеральный проектировщик — ЗАО «Сибирский ЭНТЦ» (г. Новосибирск). Заказчиком-застройщиком проекта является ЗАО «ТЭЦ в г. Советская Гавань» (дочернее общество ОАО «РусГидро»). Выход Совгаванской ТЭЦ на проектную мощность первой очереди запланирован к 2020 году.
Станция ДЭСНА переименована в «Майскую ГРЭС» в 1971 году. В 1983 году мощность Майской ГРЭС составляла 81 МВт.
Указом Президиума Верховного Совета РСФСР от 29 октября 1959 г. № 440 н.п. Дэсна выделен из городской черты города Советская Гавань, отнесен к категории рабочих поселков и переименован в Майский.
В 2-х километрах западнее посёлка находится военный радиопередающий центр «Мариус» — вся аппаратная часть находится в подземном сооружении.
С 1986 года в состав ПГТ Майский в качестве микрорайона включён посёлок Бяудэ, расположенный в 2 километрах восточнее. В 20-м веке Бяудэ — старейший в регионе военно-морской гарнизон СТОФ и 7 ВМФ, который постепенно пришёл в упадок. В Бяудэ, а также по берегам залива сохранилось множество брошенных и разрушенных зданий, сооружений, причалов, полузатопленные останки кораблей, заросший полевой аэродром гидроавиации, немного далее — бывший подземный радиоцентр «Утёс», сооружения расформированного зенитно-ракетного дивизиона (комплексы С-300П).

## Население
| 1959  | 1970  | 1979  | 1989  | 1992  | 2000  | 2002  |
| ----- | ----- | ----- | ----- | ----- | ----- | ----- |
| 6737  | ↘4394 | ↘4293 | ↘4204 | ↘4200 | ↘3700 | ↘2970 |
| 2005  | 2006  | 2007  | 2008  | 2009  | 2010  | 2011  |
| ↘2944 | ↗2953 | ↘2900 | ↘2892 | ↗2907 | ↘2598 | ↘2586 |
| 2012  | 2013  | 2014  | 2015  | 2016  | 2017  | 2018  |
| ↘2574 | ↗2581 | ↘2547 | ↘2453 | ↘2429 | ↘2353 | ↘2338 |
| 2019  | 2020  | 2021  | 2023  | 2024  |       |       |
| ↘2269 | ↘2254 | ↘1951 | ↘1839 | ↘1822 |       |       |

## Экономика
Градообразующее предприятие — Майская ГРЭС. Незначительное количество военных объектов (связисты, химики, остатки вспомогательного флота). В советские годы также в посёлке работала большая птицефабрика.

## Образование
В посёлке имеется МОУ СОШ № 14 (бывш. школа № 21), МБОУ СШ № 15, детский сад № 5.

## Достопримечательности
Дворец культуры сталинской постройки. Возле ДК сооружён фонтан. Сбоку в сквере — мемориальный комплекс. С 2001 года функционирует Церковь Благовещения Пресвятой Богородицы — храм и воскресная школа. На мысе Шарыпова стоит старый маяк.